# Contrada Pace
Contrada Pace è un sito archeologico che si trova a Tolentino nelle Marche. 

## Descrizione
Il sito è stato individuato durante le indagini di archeologia preventiva realizzate in conseguenza del progetto di costruzione di un edificio scolastico.
Queste indagini hanno evidenziato tre diverse aree con evidenti segni di attività antropica: una prima zona utilizzata per la lavorazione della selce e la produzione di armi da caccia, una seconda zona con tracce di combustione e ossa animali, probabilmente destinata alla macellazione delle prede cacciate, ed una terza zona sempre con tracce ci combustione, associata alla pressenza di gusci di lumache.
Si trattava probabilmente di un sito all'aperto realizzato da gruppi di cacciatori-raccoglitori; l'esame dei reperti associa l'industria litica presente in situ alla cultura sauveterriana tipica del mesolitico; al tempo del ritrovamento, era uno dei due siti mesolitici ritrovati nella regione (l'altro era in  Contrada Lucciano di Pieve Torina).